# 不沉的山姆
不沉的山姆（英語：Unsinkable Sam），又被稱作奧斯卡是一隻在二次世界大戰期間服役於納粹德國海軍與英國皇家海軍的艦貓。牠最先服役於德國俾斯麥號戰艦。在俾斯麥號被击沉後，被英国哥薩克人號驅逐艦的船員救起，转而为英國皇家海軍服役。1941年10月24日，哥薩克人號遭德國U-563號潛艇發射的魚雷重創，並於三天后沉沒。奥斯卡大难不死，與倖存的船員一同送至直布罗陀。在接連遭遇兩次沉船事件後，英國人很快地為这只猫找到第三艘服役軍艦：皇家方舟號航空母艦，但牠服役不到一個月，皇家方舟號又被德國U-81號潛艇雷击沉沒，所幸不沉的山姆再次獲救。在戰爭期間，不沉的山姆共为三艘艦艇服役，結果三艘艦皆被擊沉，但牠都平安獲救，最後由一名家住贝尔法斯特的船員收養，並于1955年去世。:57~58

## 取名

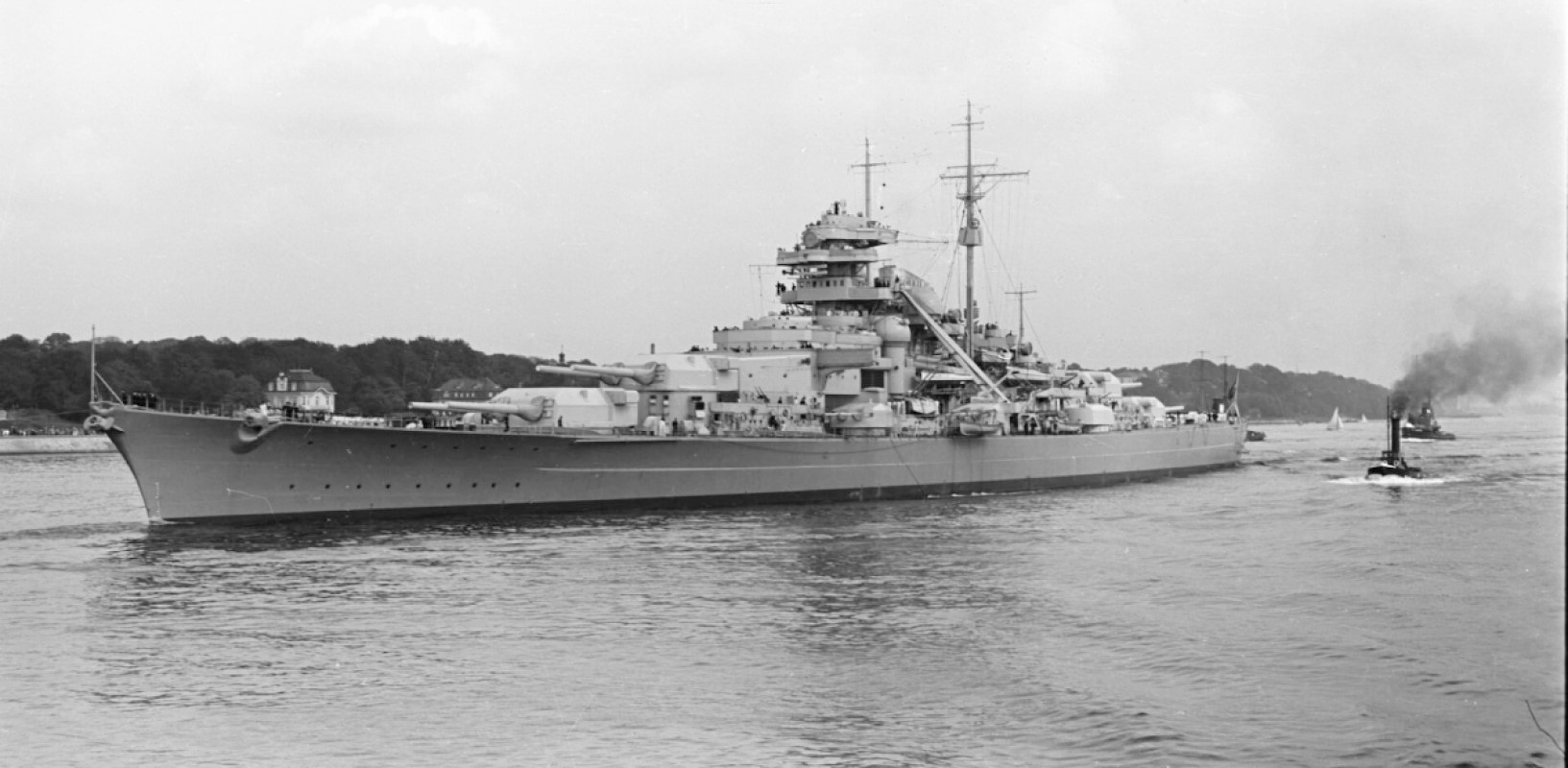
德國俾斯麥號戰艦是不沉的山姆服役的第一艘艦艇，該艦於1941年5月27日被英國皇家海軍擊沉。

这只猫最初为人所知的名字是奧斯卡。虽然听起来像一个德国名字而且有时也会按德语拼法写作“Oskar”，但这名字其实是英國皇家海軍哥薩克人號驅逐艦上的水兵所起（牠在德國服役期間的名字已無從得知）:86。该名来自國際信號代碼中代表字母“O”的单词“Oscar”，之所以选“O”是因为当哥萨克人号发现牠时，牠正在俾斯麥號沉没的海域漂流，而代表人員落水的信号旗正是“O”（英語：Overboard）。牠后来的名字“不沉的山姆”来自营救哥萨克人号的军团号驱逐舰。当水手把这只猫救起来后，牠们觉得奥斯卡这个名字不太吉利，于是给这猫取了个“不沉的山姆”的绰号:87。

## 服役歷程

### 俾斯麥號

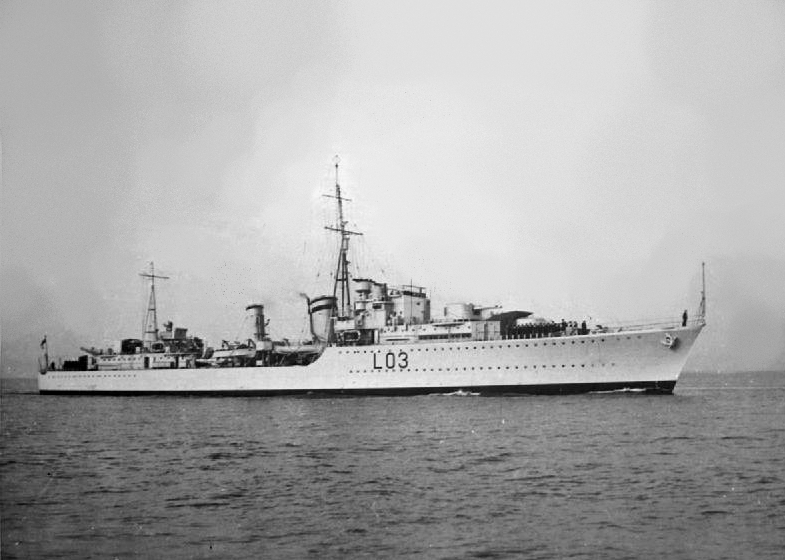
英國哥薩克人號驅逐艦是不沉的山姆服役的第二艘艦艇，該艦於1941年10月時遭德國U-563號潛艇重創並沉沒。

這隻毛色黑白相間的貓最初在納粹德國海軍的俾斯麥號上服役，原主人已无人知晓。:571941年5月18日，俾斯麥號開始執行萊茵演習行動，而牠随舰出击。5月27日，俾斯麥號在經歷激烈海戰後遭英國皇家海軍擊沉，2200多名船員中僅118名倖存下來。數個小時後，正準備返航的英國皇家海軍哥薩克人號驅逐艦發現有隻猫趴在一塊船板上随波逐流，艦上的船員見狀立刻將牠從海上救起來。:142英国人不知道這隻猫原本的名字:86，便為這隻猫取名奧斯卡（Oscar），並當作吉祥物留在艦上。:142

### 哥薩克人號

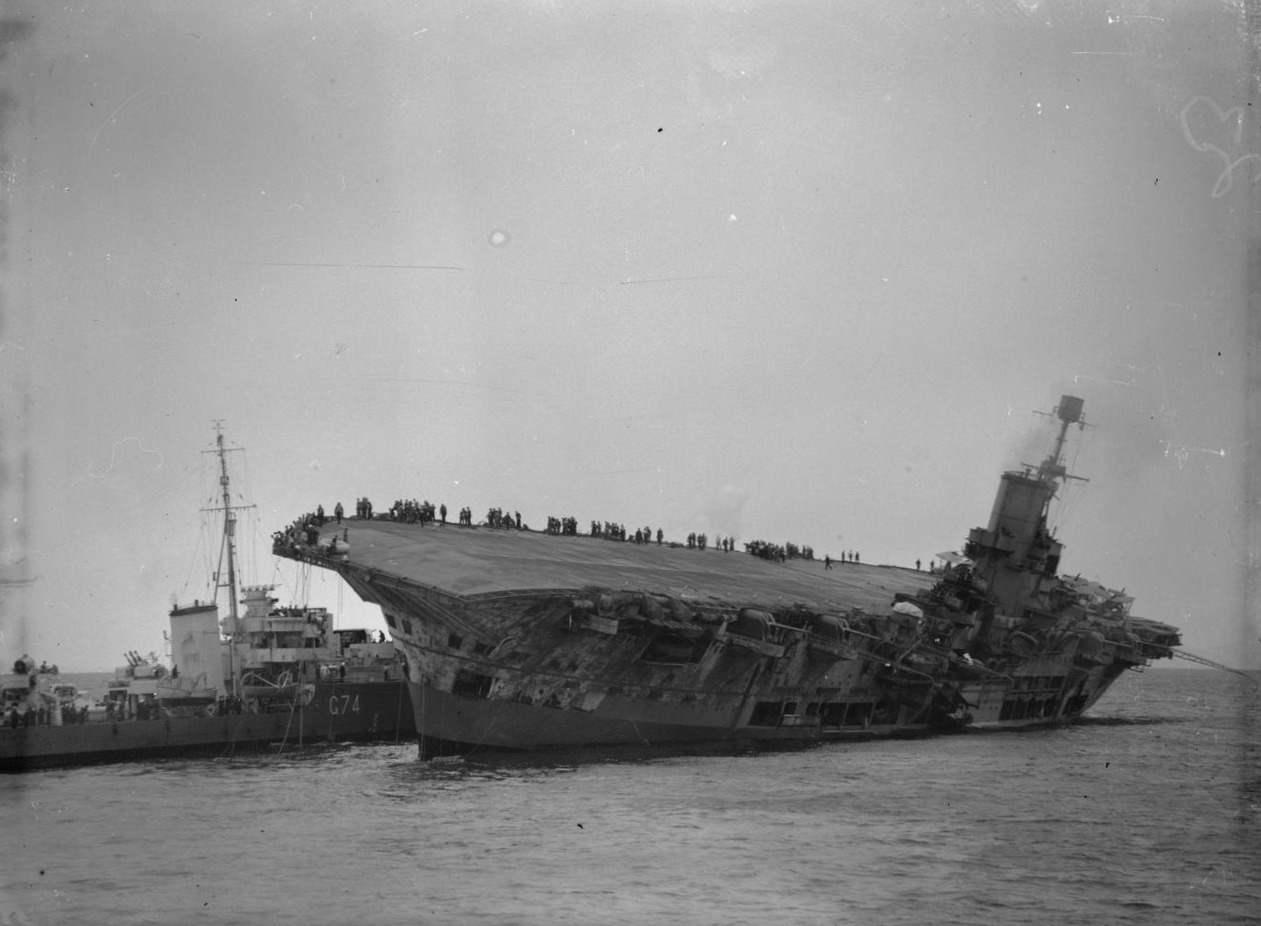
正在沉沒中的皇家方舟號，該艦是不沉的山姆服役的第三艘艦艇。

被哥薩克人號救起後，奧斯卡開始在該艦服役。隨後哥薩克人號於地中海與北大西洋執行護航任務。1941年10月24日，哥薩克人號在護送從直布羅陀往大不列顛島的商船隊時，遭埋伏的德國U-563號潛艇重創。U-563號潛艇向哥薩克人號發射多枚魚雷，導致艦體嚴重受損。最初的爆炸毀掉哥薩克人號前三分之一的艦體，艦上159名船員死亡，但奧斯卡倖免於難，隨哥薩克人號上的船員緊急轉移至軍團號驅逐艦。英國皇家海軍後來試圖將哥薩克人號拖回直布羅陀，然而當時海上天氣惡化，使得該任務非常嚴峻。在拖行哥薩克人號一天後，英國皇家海軍最終不得不放棄哥薩克人號，該艦於10月27日在直布羅陀西方海域沉沒。奧斯卡則與倖存的船員一同搭乘軍團號前往直布羅陀。:170

### 皇家方舟號
历经兩次沉船事件，劫后余生的奧斯卡得了个“不沉的山姆”的綽號:114，隨後牠開始在第三艘艦服役，而這艘艦正是在圍殲俾斯麥號戰艦時，發動關鍵性攻擊的皇家方舟號航空母艦。然而，牠並沒有帶給這艘船太久的好運。当皇家方舟號於1941年11月13日從馬爾他返航時，跟踪已久的德國U-81號潛艇發射一枚鱼雷将其重創。英軍曾試圖將皇家方舟號拖回直布羅陀，但因进水无法控制而作罷，最後該艦在離直布羅陀以東30海里處翻覆沉沒。由於皇家方舟號的沉沒速度較緩慢，除了一名船員在袭击中丧生，艦上其餘船員皆平安獲救，這當中包括奧斯卡。据前来救援的一艘摩托快艇船員回忆：奥斯卡得救时正扒在一塊木板随波起伏，看起来很憤怒，不过毫发无伤。:372奧斯卡随后與獲救船員一同轉移至閃電號驅逐艦，並送回直布羅陀。值得一提的是，曾救援奧斯卡的軍團號與閃電號驅逐艦，也分別在1942年與1943年被敵軍擊沉。:1569

## 退役
在皇家方舟號被擊沉後，英國皇家海軍不願再讓奧斯卡上艦服役，於是牠先被留在直布羅陀總督府，之後再轉回英國本土，最後被收養在貝爾法斯特的船員之家（Home for Sailors）:173，直到1955年去世。:58

## 肖像畫
擅长画猫的英国画家喬治娜·肖-貝克（英語：Georgina Shaw-Baker）曾為奧斯卡繪製过一幅肖像畫，现存于格林尼治國家航海博物館。:115

## 爭議
一些歷史學者認為不沉的山姆是虛構的；其一，他們認為奧斯卡與不沉的山姆其实是两只不同的猫；其二，目前存留下來的俾斯麥號影像資料裡，沒有出現不沉的山姆的影像；其三，當英国记者卢多维奇·肯尼迪採訪俾斯麥號的倖存船員時，他們都對這隻貓沒有印象。甘迺迪在採訪後認為不沉的山姆是一齣很奇妙的故事，但僅止於都市傳說。

## 延伸閱讀
- Lewis, Val. . Shepperton: Nauticalia. 2001. ISBN 978-0-9530458-1-5 （英语）.

## 外部連結
- Vocelle, Laura. . thegreatcat.org.   [2017-07-01]. （原始内容存档于2019-09-11） （英语）.